# 第136独立親衛自動車化狙撃旅団 (ロシア陸軍)
第136独立親衛自動車化狙撃旅団（だい136どくりつしんえいじどうしゃかそげきりょだん、ロシア語: 136-я отдельная гвардейская мотострелковая бригада、略称136 гв.омсбр）は、ロシア陸軍の旅団。第58親衛諸兵科連合軍隷下。

## 歴史

### 第二次世界大戦
- 1942年12月：カルーガ州において、赤軍の第57自動車化狙撃旅団編成。同月末、第3戦車軍団（1944年9月から第9親衛戦車軍団）に編入
- 1944年3月19日：ウーマニ解放に対して、名誉称号「ウーマニ」授与
- 1944年4月8日：ドニエプル渡河とベリツァ解放に対して、赤旗勲章授与
- 1944年8月9日：デムブリン市の戦いでの功績に対して、2等クトゥーゾフ勲章授与
- 1944年12月1日：第33親衛自動車化狙撃旅団に改編された。
- 1945年4月20日：ワルシャワ・ポズナン及び東ポメラニア作戦での功績に対し、2等スヴォーロフ勲章と2等ボグダン・フメリニツキー勲章授与
- 1945年6月11日：ベルリンの戦いでの功績に対し、名誉称号「ベルリン」授与

第二次世界大戦中、旅団からは5人のソ連邦英雄（A.ゴロフチェンコ、I.ニキーチン、I.ロマシュキン、P.シフノ、P.シャマルディン）が輩出した。

### 戦後
- 1945年7月：第204親衛自動車化狙撃連隊に改編された。

### ロシア連邦軍
- 1993年12月1日：ダゲスタンのブイナクスクにおいて、第136独立親衛自動車化狙撃旅団編成。第42軍団に編入
- 1995年6月7日～8月8日：旅団の第696独立自動車化狙撃大隊に基づき、独立混成自動車化狙撃大隊が編成され、チェチェン共和国のハラミ峠に派遣
- 1996年1月9日～1月19日：ロシア国内軍と共同で、 キズリャル及びピェルヴォマイスキーの封鎖に投入
- 1996年2月6日～8月30日：第696独立自動車化狙撃大隊から成る機動群がチェチェン領内で戦闘任務を遂行
- 1996年末：第204独立自動車化狙撃連隊がシャリ市からブイナクスクに移動
- 1997年1月20日：第204連隊は、第136独立自動車化狙撃旅団に再編され、この際、同連隊が有する軍旗、名誉称号、勲章が継承された。
- 1999年8月10日～8月23日：増強第696独立自動車化狙撃大隊がボトリフ地区の解放に参加

チェチェン戦争において、旅団からは、5人のロシア連邦英雄（オレグ・クリュチコフ少佐、セルゲイ・ヴォローニン大尉、アレクセイ・ジュラヴレフ大尉、ヴィターリー・マリエンコ上級中尉、ロマン・シドロフ中尉）が輩出した。

## 編制
- 第696独立自動車化狙撃大隊
- 第698独立自動車化狙撃大隊
- 第396独立自動車化狙撃大隊
- 第129独立戦車大隊
- 第146独立榴弾砲大隊
- 第251独立自走榴弾砲大隊
- 第156独立高射ミサイル大隊
- 第537独立偵察大隊
- 第531独立工兵大隊
- 第141独立電波電子戦中隊

## 装備
- T-72 x40
- T-72K x1
- BMP-1/2 x120
- MT-LB x33
- BM-21「グラード」 x18
- 152mm自走榴弾砲2S3「アカーツィヤ」 x36
- 120mm迫撃砲2S12「サニ」 x18
- 100mm砲MT-12「ラピラ」 x12
- 自走対戦車誘導弾複合体「シュトゥルム-S」 x12
- BTR-70/80 x5
- BRDM-2 x4
- 戦闘車9A331「トール-M1」 x12
- 戦闘車9A34（35）「ストレラ-10」 x6
- 自走高射機関砲2S6M「ツングースカ」 x6

## 歴代旅団長・連隊長
| 職名   | 就任年                 | 氏名             | 階級 |
| ------ | ---------------------- | ---------------- | ---- |
| 旅団長 | 1942年12月 - 1943年2月 | F.ザベモ         | 少佐 |
| 旅団長 | 1943年2月 - 1944年1月  | A.アルジバ       | 中佐 |
| 旅団長 | 1944年1月 - 4月        | P.シャマルディン | 大佐 |
| 旅団長 | 1944年4月 - 7月        | N.クレフス       | 大佐 |
| 旅団長 | 1944年8月 - 1945年3月  | P.シャマルディン | 大佐 |
| 旅団長 | 1945年4月 - 7月        | A.バベンコ       | 中佐 |